# 京葉車両センター
京葉車両センター（けいようしゃりょうセンター）は、千葉県にある東日本旅客鉄道（JR東日本）首都圏本部管轄の車両基地。
京葉線・武蔵野線の運用車両を一手に受け持ち、東京メガループを形成する両線の拠点となる車両基地で、日本鉄道建設公団により大都市交通線（D線）である京葉線の施設として建設されたため、JR東日本は公団の業務を継承した鉄道建設・運輸施設整備支援機構から施設を賃借している。

## 概要
国鉄時代末期の1986年（昭和61年）3月3日の京葉線西船橋 - 千葉港（現・千葉みなと）間の旅客営業開始時に、車両基地として発足した津田沼電車区新習志野派出が前身で、その後、習志野電車区新習志野派出（同年9月1日）→京葉準備電車区（1989年（平成元年）10月1日）と経て、1990年（平成2年）3月1日に京葉電車区が発足し、2004年（平成16年）4月1日に、現名称の京葉車両センターになった。
敷地は、京葉線幕張豊砂駅に隣接しており、センターへの入線は新習志野駅からのみ可能で、同駅の内側2線がセンターへの入出区線に繋がっている。ここでは、グループ会社を含めた全従業員によって車両の検修や車体洗浄などが行われている。

## 業務と設備
当センターでは、在籍する車両の交番検査・機能保全検査、仕業検査、修繕、車体洗浄などを行う。交番検査・機能保全検査は、1日1 - 2編成を実施している。
入出区線は複線であるが単線並列の形式で、2本の線路は、入出区1番線・2番線として扱われ、両線からの入出区が可能である。入出区1番線には、センター出入口の両渡り線の手前にパンタグラフ擦り板測定装置が設置されており、通過速度は15km/h以下に制限されている。
線路配置は、入出区線に近い新習志野側の西群線と、海浜幕張側の東群線に分かれており、西群線は留置線が主体、東線群は検修線群、整備線群、留置線群主体の線群直列形の配線である。
西群線は南側（本線）より転削線、西1 - 14番線と並んでおり、西1 - 10番線は2編成留置が可能である。西1番線の隣には、東群線へ抜ける引上線があり、西群線と東群線の境には、Y線状の2つのシーサスクロッシングが直列に並んでいる。センター出入口の両渡り線の先から通路線が通っており、引上線への片渡り分岐の先に転削線があり、車両転削庫へと繋がっている。また、西14番線は東群線の引き上げ線であり、西群線が満線状態でも、東群線の車両の入換がスムーズにできるように配線されている。
東群線は南側（本線）より東1 - 6番線、仕洗7 - 9番線、組換1・2番線、事業用線、交検1・2番線、修繕線と並んでおり、東1 - 6番線では車両留置が、仕洗7 - 9番線では車体洗浄と共にパンタ点検台が設置されているので仕業検査が、交検1・2番線では交番検査や機能保全が行われている。

修繕線には修繕庫が併設されており、仕業検査や不具合が発生した車両の検査修繕が行われ、庫内にはリフティングジャッキが備えられ、冷房装置の載せ替えや台車の交換、前面・側面ガラスの交換を行うことが可能である。

## 配置車両に記される略号
「都ケヨ」…首都圏本部を意味する「都」と京葉を意味する「ケヨ」から構成される。
以前は千葉支社が管轄をしており、千葉支社を意味する「千」と「ケヨ」を組合していた。

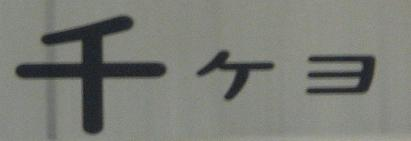
京葉車両センター 所属略号

## 沿革

### 前身時代
当センターは、国鉄時代京葉線が貨物線として建設計画していた当時の鷺沼貨物駅建設予定地を車両基地に転用、1986年（昭和61年）3月3日に津田沼電車区新習志野派出として発足。発足直後は小規模だったが、全線開業時には配置500両に対応できるように計画され、それに伴う施設増設ための用地は確保していた。車両は、分割・併合を可能にした103系（10（4+6）両編成、以下：10両分併編成）70両を配置（編成の詳細は後述）、所属基地は津田沼電車区（→習志野電車区、現・習志野運輸区）で、車両は同所に常駐、検査時は蘇我経由で所属区所に回送した。車両運用は、朝夕の通勤・帰宅時間帯は10両編成、日中・深夜は基本編成の6両編成で運転、その前後の時間で新習志野駅にて付属編成を分割・併合、検査時の回送電車はデータイムに1往復を設定。同年9月1日の組織変更で、津田沼電車区が習志野電車区（検修）、津田沼運転区（運転）へ改編、検修部門は習志野電車区新習志野派出、運転部門は津田沼運転区新習志野派出所と改称。また、日中の利用状況が芳しくないため、基本編成と付属編成の両数を変更、日中・深夜の運用は4両編成となった。
1987年（昭和62年）4月1日の国鉄分割民営化で、JR東日本に継承、千葉支社の管轄となる。1988年（昭和63年）12月1日に新木場・蘇我まで延伸開業と車両基地施設増設に伴い、浦和電車区（現在のさいたま車両センター）から30両転入、配置車両103系10両分割編成×10本に増強（編成の詳細は後述）。今回の開業に伴い、運用車両の全先頭車にはATS-P形の取付、日中・深夜の運用も再び6両編成での運転となった。1989年（平成元年）10月1日に京葉線全線開業に備え、京葉準備電車区に改称した。

### 京葉電車区
1990年（平成2年）3月10日、京葉電車区に改称。施設増設により、開設当初の計画通りの全面完成に至る。車両面では205系120両の新規投入、103系は習志野電車区から京葉線運用車両100両及び、浦和電車区から30両の転入（編成の詳細は後述）。同時に、快速・通勤快速の運転（線内のみ）と、内房線（君津まで）、外房線（上総一ノ宮まで）、東金線への乗り入れを開始、快速・通勤快速は終日10両編成（205系）、各駅停車は朝夕10両編成、日中・深夜6両編成（103系）での運用だが、外房線・東金線直通電車（平日：通勤快速、休日：快速）は、外房線誉田で分割・併合を行うため、103系10両分併編成の限定運用となった。
1993年（平成5年）12月1日から各駅停車終日10両化に伴い、新習志野駅での朝夕ラッシュ時前後の分割・併合が無くなり、翌1994年（平成6年）から、10両分割編成を固定編成（以下：10両非分併編成）に変更し、各区からの車両の転入・転出と編成の組替により、1995年（平成5年）4月1日時点での103系は、10両分併編成×8本、10両非分併編成×5本、同年10月1日時点での103系は、10両分併編成×7本、10両非分併編成×6本となった。同年12月1日に外房線設備改良に伴い、最高速度向上（110km/h化）のため、この日までに205系全編成に110km/対応改造を施工した。
1996年（平成8年）1月〜2月にかけて、浦和電車区から103系10両が転入、3月30日に中間に先頭車の無い103系10両編成（以下：10両貫通編成）に組成して、輸送力の増強に当てた。1999年（平成11年）12月4日に外房線・東金線直通運用の内、外房線直通編成の運転区間を東京－勝浦間に延長し、103系の運用範囲が勝浦まで拡大。その後も、車体更新を中心とした、浦和電車区からの転入などにより、2000年（平成12年）4月1日時点での103系の編成は、10両分併編成×7本、10両貫通編成×5本、10両非分併編成×2本となった（編成の詳細は後述）。同年8月1日に、三鷹電車区（現在の三鷹車両センター）から、中央・総武緩行線用E231系0番台の投入に伴って捻出された201系が転入、11月までに計40両が転入（編成の詳細は後述）、この際、車両は黄色5号から青22号へ外部塗装の変更と、中間先頭車に自動解結装置取付などを行った。
103系10両非分併編成置き換えを目的に、2001年（平成13年）6・8・9月に201系30両が三鷹電車区から転入した。この転入車は分割・併合を行わない編成（非分併編成）で、そのうち2本は試作車900番台を含む転入だった（編成の詳細は後述）。2002年（平成14年）3月16日に三鷹電車区から205系10両が転入、さらに、山手電車区（現在の東京総合車両センター）から、山手線へのE231系500番台の投入に伴って捻出された205系が、同年7月31日と8月22日に計20両転入、これらの転入車は、205系オリジナルタイプの先頭車の編成である。なお、110km/対応改造は施工されていない。この転入により、103系10両分併編成の運用が終了した。同年3月26日に、本線で車両不具合などの対応を行う西船橋派出を設置。2003年（平成15年）12月10日に103系10両非分併編成が廃車され、同編成の運用が終了した。この編成は2002年（平成14年）6月26日に大宮工場（現在の大宮総合車両センター）で、DDM（ダイレクトドライブモーター）駆動に改造施工のモハ103-502を連結した編成であった。2004年（平成16年）3月13日ダイヤ改正に合わせて豊田電車区（現在の豊田車両センター）から武蔵野線運用車両320両が転入した。

### 京葉車両センター
2004年（平成16年）4月1日から、各線の運用車両を一括管理する「保全一元化施策」に伴い、京葉車両センターに改称。同年度に、武蔵野線用103系16両が、インドネシアの鉄道会社（KRLジャボタベック（PT Kereta Api））に有償譲渡。2005年（平成17年）7月28日に、同年4月25日のJR福知山線脱線事故に伴い、武蔵野線用の103系8両がJR西日本へ移籍した。同年9月14日に103系及び201系900番台の置き換え用に東京総合車両センターから205系10両が転入し、同年11月までに計40両が転入。201系900番台は、201系10両非分割編成の2編成の中間に組み込まれていたが、同年11月2日廃車。残った10両は、4+6両の非分割編成に組成し直した（詳細は後述）。同年11月18日に京葉線用103系10両貫通編成の運用終了、さらに、同年12月8日に武蔵野線用103系が運用を終了したため、当センター所属の103系の運用は終了となった。
2006年（平成18年）3月27日に、ACトレインで試作試験したDDM・連節構造などの開発成果を盛り込んだE331系が配置された。2007年（平成19年）3月18日のダイヤ改正より京葉線で営業運転を開始した（詳細については後述）。同年2月8日と3月21日に京葉線用205系10両編成計2本の運用離脱ため、豊田電車区から201系20両が転入。同年3月のダイヤ改正に伴う武蔵野線増発のため、同年3月9日に京葉線用205系10両編成×1本を武蔵野線用として転用し、18日に運用を開始した（詳細は後述）。2008年（平成20年）9月20日に、浦和電車区から京浜東北線・根岸線へのE233系1000番台投入に伴い209系を京葉線へ転用することになり、209系500番台10両が転入、同年12月1日に京葉線での運用が開始され、その後、2009年（平成21年）1月までに計40両が転入。これにより、201系10両非分割編成と10両貫通編成が2008年12月から2009年2月までに順次廃車になった。なお、201系10両非分割編成1編成の内8両は廃車されず、分割編成と編成の差し替えが行われた（詳細は後述）。また2009年（平成21年）3月14日のダイヤ改正で、横浜線増発用として京葉線用205系を武蔵野線用に転用、捻出された武蔵野線用205系は同年4月30日に鎌倉車両センターに転属（詳細は後述）。209系500番台は、2010年（平成22年）3月13日のダイヤ改正から、205系110km/対応編成と共通運用となった。
2010年3月5日に、E233系5000番台10両が配置、同年7月1日にはE233系5000番台が運用開始。同年4月3日には、2007年3月19日直後に連節部に不具合が生じ運用を離脱していたE331系が営業運転に復帰。同年11月29日と12月8日にE233系5000番台の10両分割対応用4両編成と台6両編成がそれぞれ1本ずつ配置、順次201系10両分割編成を置き換えた。同年12月4日のダイヤ改正に伴い、「むさしの号」が八王子〜大宮間、「しもうさ号」が海浜幕張・新習志野・西船橋〜大宮間で定期運転を開始、武蔵野線運用車両の運用範囲が大宮・八王子まで拡大。また、京葉線用209系500番台を8両編成化の上、武蔵野線用として運用開始（詳細は後述）。2011年（平成23年）6月20日に201系10両分割編成、同年7月25日には京葉線用205系10両編成の運用を終了した。なお、京葉線用205系110km/対応編成のうち2編成を除く一部は、宇都宮線・日光線用に転用され小山車両センターへ転属、その他の編成は1編成を除き一部が長野総合車両センターで転用改造を施工し、富士急行へ譲渡された （詳細は後述）。2014年（平成26年）4月2日に、2010年4月3日の営業復帰後、土休日のみに限定運用されていたE331系が廃車された。
2015年（平成27年）2月2日・3月5日に、同年3月14日のダイヤ改正に伴う武蔵野線増発及び南武線へE233系8000番台投入に伴い、中原電車区（現在の鎌倉車両センター中原支所）から205系を組成変更した計16両が転入（詳細は後述）。山手線へE235系の投入に伴い、E231系500番台を10両化して三鷹車両センターへ転属、そこで捻出したE231系0番台で当センターの武蔵野線用205系を置き換えることになり、武蔵野線用に転用改造したE231系0番台8両が2017年（平成29年）9月14日に転入、同年11月1日から運用開始した。
2018年（平成30年）3月28日に、三鷹車両センター所属209系500番台を武蔵野線用に転用改造した8両が転入 同年12月7日までに計32両が転入した。2019年（平成31年・令和元年）も、3月1日から6月26日までに計24両転入した（詳細は後述）。
2018年（平成30年）2月28日JR東日本より武蔵野線用205系336両（当センター所属全車）を、2018年3月から2020年にかけてPT Kereta Commuter Indonesiaへの譲渡が発表され、それに伴う廃車が、2018年3月3日から始まり、0番台は2019年10月26日までに、5000番台は2020年10月22日（10月19日が最終運用日）までに廃車され、当センター所属の205系の運用が全て終了した。
2020年7月9日に、三鷹車両センター所属の試作編成のE231系900番台が大宮総合車両センターで8両編成化及び転用改造が行われの上転入、10月6日に松戸車両センター所属車が長野総合車両センターで8両編成化及び転用改造の上転入（長野総合車両センター出場日は翌7日）、これを持ってE231系0番台の武蔵野線への投入が終了した。

### 年表
- 1986年（昭和61年）
  - 3月3日 - 京葉線西船橋～千葉港間旅客営業開始に伴い、津田沼電車区新習志野派出を開設。電留線7線（西群線3線、東群線4線）、引上線2線、仕業洗浄線2線、車両洗浄機1機を設置[53]。
103系10両分併編成×7本70両配置。所属基地は津田沼電車区〈千ツヌ〉で、同所に車両を常駐、6両編成を基本編成、4両編成を付属編成とし、検査時は蘇我経由で所属区所に回送[54]。
  - 9月1日 - 組織変更により津田沼電車区の検修部門が習志野電車区〈千ラシ〉に改編したことに伴い、習志野電車区新習志野派出に改称。基本編成を6両から4両、付属編成を4両から6両に変更。
- 1987年（昭和62年）
  - 4月1日 - 国鉄分割民営化により、JR東日本に継承され、千葉支社の管轄となる。
- 1988年（昭和63年）
  - 12月1日 - 京葉線新木場～南船橋間・市川塩浜－西船橋間開業、千葉港－蘇我間旅客営業開始。電留線6線（西群線4線、東群線2線）、交検線1線、仕業洗浄線1線、車輪転削線1線を増設、交検庫及び検修職場設置[55]。
浦和電車区から103系10両分併編成×3本30両を転入、103系10両分併編成×10本100両体制となる。この日までに、運用車両の全先頭車にATS-P形取付完了[要出典]。
- 1989年（平成元年）
  - 10月1日 - 京葉線東京～新木場間開業に伴う準備に伴い、京葉準備電車区に改称。
- 1990年（平成2年）
  - 3月10日 - 京葉線東京－新木場間開業、京葉電車区が発足。電留線6線（西群線6線）、組替線2線、事業用線1線、検修線1線を増設、これにより全面完成に至る[56]。
205系10両編成×12本120両が新製投入、習志野電車区から京葉線運用車両の103系10両分併編成×10本100両及び、浦和電車区から103系10両分併編成×3本30両が転入。快速・通勤快速の運転（線内のみ）と、内房線（君津まで）、外房線（上総一ノ宮まで）、東金線（全線）への乗り入れを開始。快速・通勤快速は終日10両編成（205系、外房線・東金線直通電車は、外房線誉田で分割・併合をする為、103系10両分併編成の限定運用）、各駅停車は朝夕10両編成、日中・深夜6両編成（103系）で運用[19]。
- 1993年（平成5年）
  - 12月1日 - 各駅停車終日10両化に伴い、新習志野駅での朝夕ラッシュ時における分割・併合がなくなる。
- 1995年（平成7年）
  - 4月1日 - 車両の転入・転出及び編成の組替により、103系は10両分併編成×8本80両、10両非分併編成×5本50両となる。
  - 10月1日 - 編成の組替により、103系は10両分併編成×7本70両、10両非分併編成×6本60両となる。
  - 12月1日 - 外房線設備改良に伴う最高速度向上（110km/h化）のため、205系全編成に110km/対応改造施工。
- 1996年（平成8年）
  - 3月30日 - 103系10両貫通編成×1本10両増備。輸送力を増強。
- 1999年（平成11年）
  - 12月4日 - 外房線・東金線直通運用のうち外房線直通編成の運転区間を東京〜勝浦間に延長。
- 2000年（平成12年）
  - 4月1日 - 車体更新を中心とした、浦和電車区からの転入などにより103系は、10両分併編成×7本70両、10両非分併編成×2本20両、10両貫通編成×5本50両となる。
  - 8月1日 - 三鷹電車区から、201系10両編成（分併編成対応用）×1本10両が転入。同年11月までに計4本40両が転入。
- 2001年（平成13年）
  - 6月8日 - 103系10両非分併編成置き換え用に、三鷹電車区から、10両編成（非分併編成）×1本10両（試作車900番台4両含む）が転入。
  - 8月4日 - 103系10両非分併編成置き換え用に、三鷹電車区から、10両編成（非分併編成）×1本10両が転入。
  - 9月27日 - 103系10両非分併編成置き換え用に、三鷹電車区から、10両編成（非分併編成）×1本10両（試作車900番台6両含む）が転入。
- 2002年（平成14年）
  - 3月16日 - 三鷹電車区から205系10両編成×1本10両が転入。110km/対応改造は未施工。
  - 3月26日 - 本線で車両不具合などの対応を行う西船橋派出を設置。
  - 7月31日 - 山手電車区から205系10両編成×1本10両が転入。110km/対応改造は未施工。
  - 8月22日 - 山手電車区から205系10両編成×1本10両が転入。110km/対応改造は未施工。これにより、103系10両分併編成の運用終了。
- 2003年（平成15年）
  - 12月10日 - 103系10両非分併編成（DDM駆動の改造車モハ103-502を連結した編成）廃車。これにより、103系同編成の運用終了。
- 2004年（平成16年）
  - 3月13日 - ダイヤ改正に伴い、豊田電車区から武蔵野線運用車両（103系8両編成×27本216両、205系8両編成×13本104両、計320両）が転入。
  - 4月1日 - 「保全一元化施策」に伴い、京葉車両センターに改称。
- 2005年（平成17年）
  - 7月28日 - 同年4月25日のJR福知山線脱線事故に伴い、武蔵野線用の103系8両（E38編成）がJR西日本へ移籍。
  - 9月14日 - 103系及び201系900番台の置き換え用に、東京総合車両センターから205系10両編成×1本10両が転入。同年11月までに計4本40両が転入。
  - 11月2日 - 201系10両非分併編成の2編成の中間に組み込まれていた201系900番台が廃車。
  - 11月18日 - 京葉線用103系10両貫通編成の運用を終了。
  - 12月8日 - 武蔵野線用103系が運用終了。この日をもって、当センターの全103系の運用終了。
- 2006年（平成18年）
  - 3月27日 - E331系量産先行車14両編成×1本14両が配置。
- 2007年（平成19年）
  - 2月8日 - 京葉線用205系10両編成×1本運用離脱の補充のため、豊田電車区から201系10両貫通編成×1本10両が転入。
  - 3月9日 - 同年3月のダイヤ改正に伴い、京葉線用205系10両編成×1本を武蔵野線用（8両編成）として転用。18日に運用開始。
  - 3月18日 - ダイヤ改正より、E331系量産先行車京葉線での営業運転開始。
  - 3月21日 - 京葉線用205系10両編成×1本の運用離脱の補充の為、豊田電車区から201系10両貫通編成×1本10両が転入。
- 2008年（平成20年）
  - 9月20日 - 浦和電車区からE233系1000番台投入に伴い、209系500番台10両編成×1本10両が転入。翌年1月までに計4本40両が転入。
  - 12月1日 - 209系500番台京葉線での運用を開始。
  - 12月12日 - 201系10両貫通編成が廃車。同編成の運用を終了。
- 2009年（平成21年）
  - 2月6日 - 201系10両非分割編成が廃車。同編成の運用を終了。
  - 4月30日 - 横浜線増発用として、武蔵野線用205系8両編成×1本8両鎌倉車両センターへ転属。
- 2010年（平成22年）
  - 3月5日 - E233系5000番台10両貫通編成×1本10両を配置。
  - 3月13日 - 209系500番台、205系110km/対応編成と共通運用化。内房・外房線直通運用にも充当。
  - 4月3日 - 連節部に不具合が生じ、運用を離脱していた331系量産先行車営業運転復帰。
  - 7月1日 - E233系5000番台10両貫通編成が運用を開始。
  - 11月29日 - E233系5000番台4両編成（10両分割編成対応用）×1本4両配置。
  - 12月4日 - ダイヤ改正に伴い、「むさしの号」（八王子〜大宮）及び「しもうさ号」（海浜幕張・新習志野・西船橋〜大宮）が定期列車化。武蔵野線運用車両の範囲が、大宮・八王子まで拡大。
京葉線用209系500番台10両編成3本が8両編成化の上、武蔵野線用として運用開始。
  - 12月8日 - E233系5000番台6両編成（10両分割編成対応用）×1本6両配置。
- 2011年（平成23年）
  - 6月20日 - 201系10両分併編成の運用終了。これにより、当センターの201系の運用終了。
  - 7月25日 - 京葉線用205系10両編成の運用終了。
- 2014年（平成26年）
  - 4月2日 - E331系量産先行車を廃車。
- 2015年（平成27年）
  - 2月2日 - 同年3月14日のダイヤ改正に伴う武蔵野線増発及び南武線へE233系8000番台投入に伴い、中原電車区から組成変更した205系8両編成×1本8両が転入。
  - 3月5日 - 中原電車区から組成変更した205系8両編成×1本8両が転入。
- 2017年（平成29年）
  - 9月14日 - 三鷹車両センターから、武蔵野線用に転用改造したE231系0番台8両編成×1本8両が転入。
  - 11月1日 - 武蔵野線用E231系0番台8両編成の運用開始。
- 2018年（平成30年）
  - 2月28日 - JR東日本より武蔵野線用205系336両（当センター所属全車）を、2018年3月から2020年にかけてPT Kereta Commuter Indonesiaへの譲渡を発表。
- 3月3日 - PT Kereta Commuter Indonesiaへの譲渡に伴う武蔵野線用205系の廃車を開始。
  - 3月28日 - 三鷹車両センターから武蔵野線用に転用改造した209系500番台8両編成×1本8両が転入、同年12月までに計4本32両が転入。
- 2019年（平成31年・令和元年）
  - 3月1日 - 三鷹車両センターから武蔵野線用に転用改造した209系500番台8両編成×1本8両が転入。同年6月までに計3本24両が転入。
- 2020年（令和2年）
  - 7月9日 - 三鷹車両センターから武蔵野線用に転用改造した試作編成のE231系900番台8両編成×1本8両が転入。
  - 10月6日 - 松戸車両センターか武蔵野線用に転用改造したE231系0番台8両編成×1本8両が転入。これを持ってE231系0番台の武蔵野線への投入が終了。
  - 10月19日 - 武蔵野線用205系の運用を終了（同月21日付で廃車）し、当センター所属の205系の運用を終了。
- 2023年（令和5年）
  - 6月 - 当車両センターを首都圏本部の現業機関として首都圏本部に移管

## 配置車両
配置車両は、2023年4月1日現在。
| 電車  | 気動車 | 機関車 | 客車 | 貨車 | 合計  |
| ----- | ------ | ------ | ---- | ---- | ----- |
| 610両 | 0両    | 0両    | 0両  | 0両  | 610両 |

当センターの運用車両は、10両編成と8両編成があり、それぞれの運用線区は以下のように区分される。
- 10両編成：京葉線用の車両で、京葉線全線に加え、蘇我から外房線上総一ノ宮、東金線成東、内房線上総湊（上総湊は始発1本のみ、それ以外は君津発着）まで直通するほか、内房線・外房線の千葉駅発着の一部列車でも運用される。
- 8両編成：武蔵野線用の車両で、武蔵野線府中本町 - 西船橋間と京葉線東京 - 市川塩浜 - 西船橋間、西船橋 - 海浜幕張間及び「むさしの号」八王子 - 西浦和（通過） - 大宮間、「しもうさ号」海浜幕張駅・新習志野・西船橋 - 武蔵浦和 - 大宮間で運用。

よって各形式毎の記述は、10両編成の車両は「〝10両編成（京葉線用）〟」、8両編成の車両は「〝8両編成（武蔵野線用）〟」と分けて記述する。
E233系電車（240両）

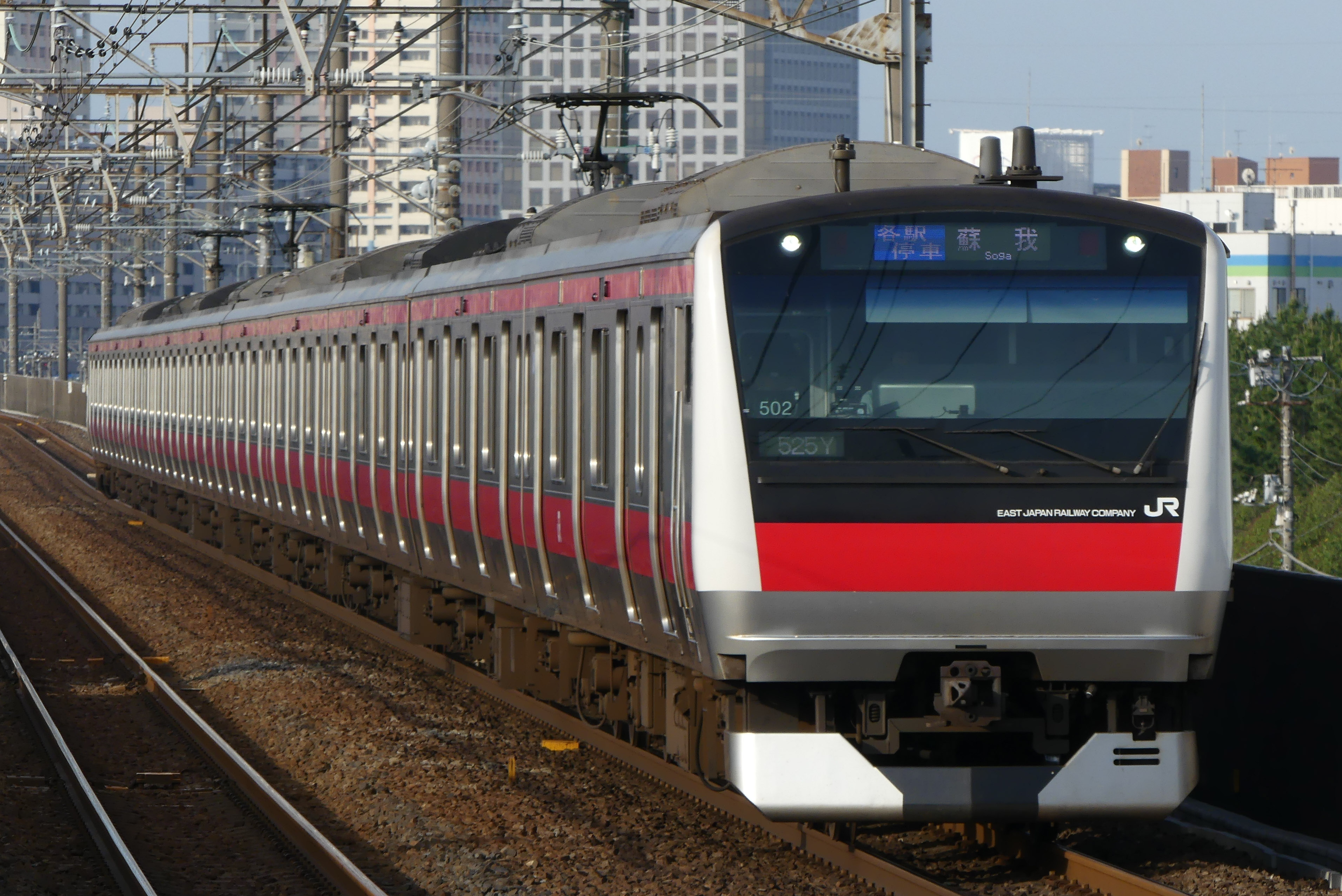
E233系5000番台

- 5000番台10両貫通編成×20本（501 - 520編成）200両、10両分併編成×4本（4両編成のF51 - F54編成+6両編成の551 - 554編成）40両が配置されている。
- 2010年7月1日に営業運転を開始し、同年夏以降、京葉線用201系・205系を置き換え用として、順次投入された[57]。
- 10両貫通編成は外房線上総一ノ宮、内房線上総湊（上総湊は始発1本のみ、それ以外は君津発着）まで直通運転を行い、間合い運用として内房線千葉駅発着の一部列車でも使用される。10両分併編成は外房線上総一ノ宮、東金線成東まで直通運転を行っており、間合い運用として外房線千葉駅発着と東金線内のそれぞれ一部列車でも使用される。

209系電車（98両）
10両編成（京葉線用）

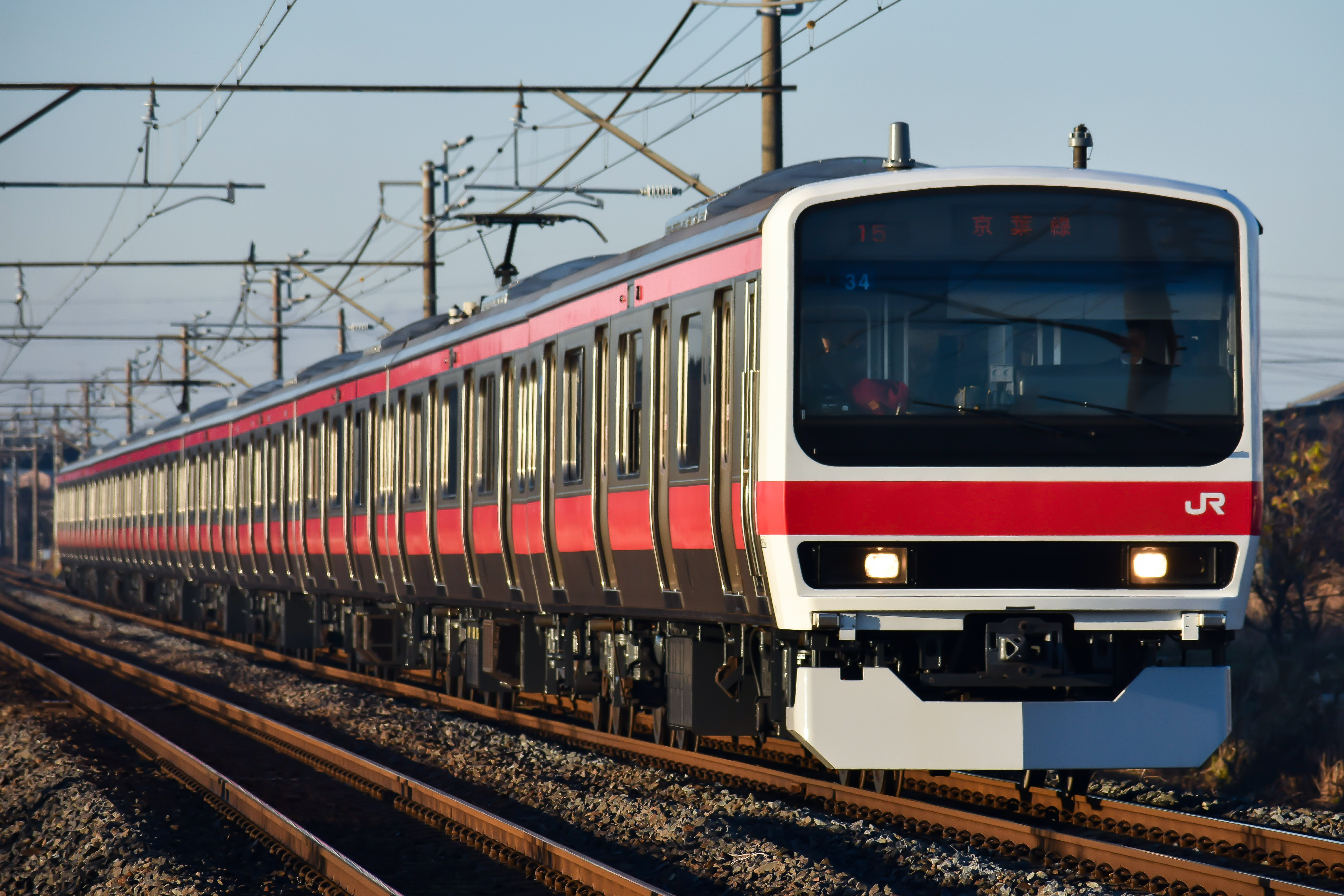
209系500番台京葉線用

- 500番台10両編成×1本（34編成）10両が配置されている。
- 京浜東北線・根岸線にE233系1000番台が導入されるのに伴い、浦和電車区（現・さいたま車両センター）から10両編成×2本20両が2008年に転入した[58]。
- 2008年9月20日転入車が33編成、11月6日転入車が32編成と付番され、12月1日から京葉線での運用が開始された[59]。
- その後、2009年1月13日と1月27日に10両編成2本20両が転入[58]、前者が34編成、後者が31編成と付番された[59][60]。
- 2010年3月13日のダイヤ改正で、205系110km/対応編成と共通運用化され、内房・外房線直通運用にも使用されるようになった[35]。
- 上記のE233系5000番台の投入に伴い、209系500番台は4編成のうち3編成が8両編成化され、武蔵野線用となった（詳細は下記）。

8両編成（武蔵野線用）

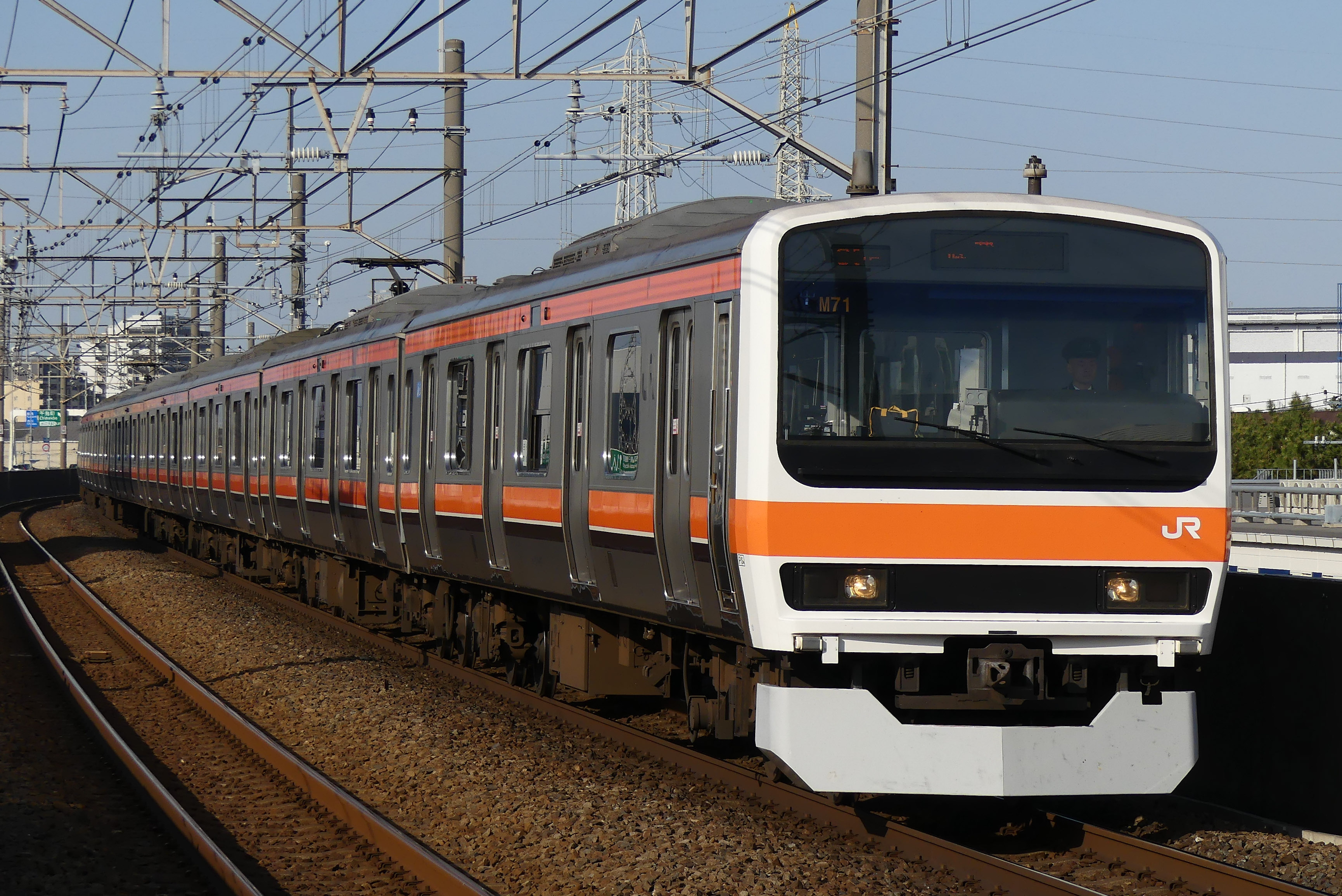
209系500番台武蔵野線用

- 500番台8両編成×11本（M71 - M77・M81 - M84編成）88両配置されている。
- 上記のE233系5000番台の投入に伴い、京葉線用4編成のうち33編成が2010年9月17日（→M73編成）、31編成が同年11月26日（→M71編成）、32編成が2011年3月28日（→M72編成）[注 9]にそれぞれ8両編成化の上、武蔵野線用に転用、2010年12月4日から武蔵野線で営業運転を開始した[40]。
- 三鷹車両センター所属209系500番台から8両編成化及び転用改造した8両が2018年3月28日に転入 編成番号はM74編成と付与され、その後4編成が5月29日（M81編成）、8月27日（M82編成）、10月10日（M83編成）、12月7日（M84編成）にそれぞれ転入した[46]。
- 2019年も、3編成が3月1日（M75編成）、4月16日（M76編成）、6月26日（M77編成）にそれぞれ転入した[46]。

E231系電車（272両）
8両編成（武蔵野線用）
0番台

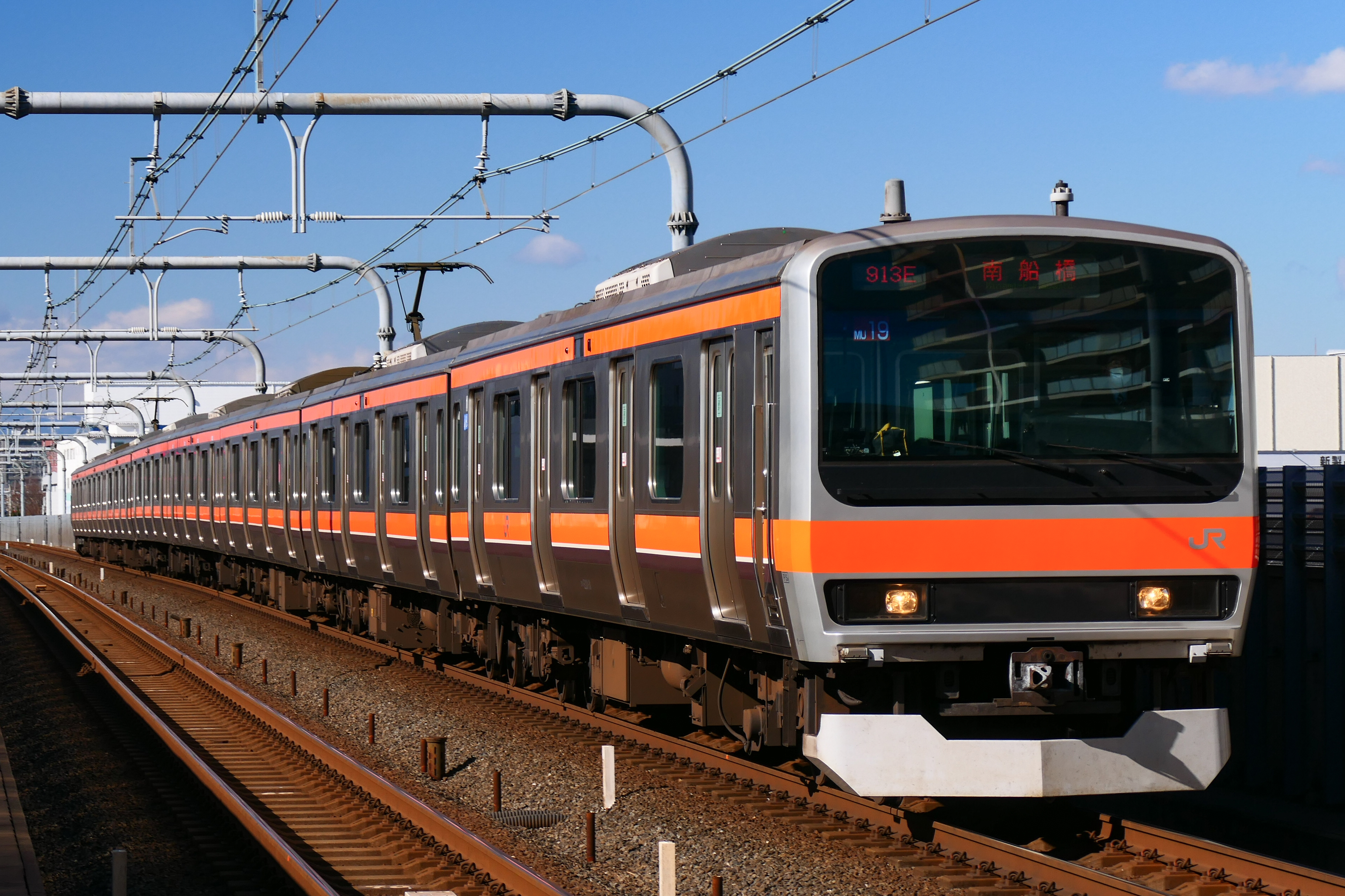
E231系0番台 武蔵野線用

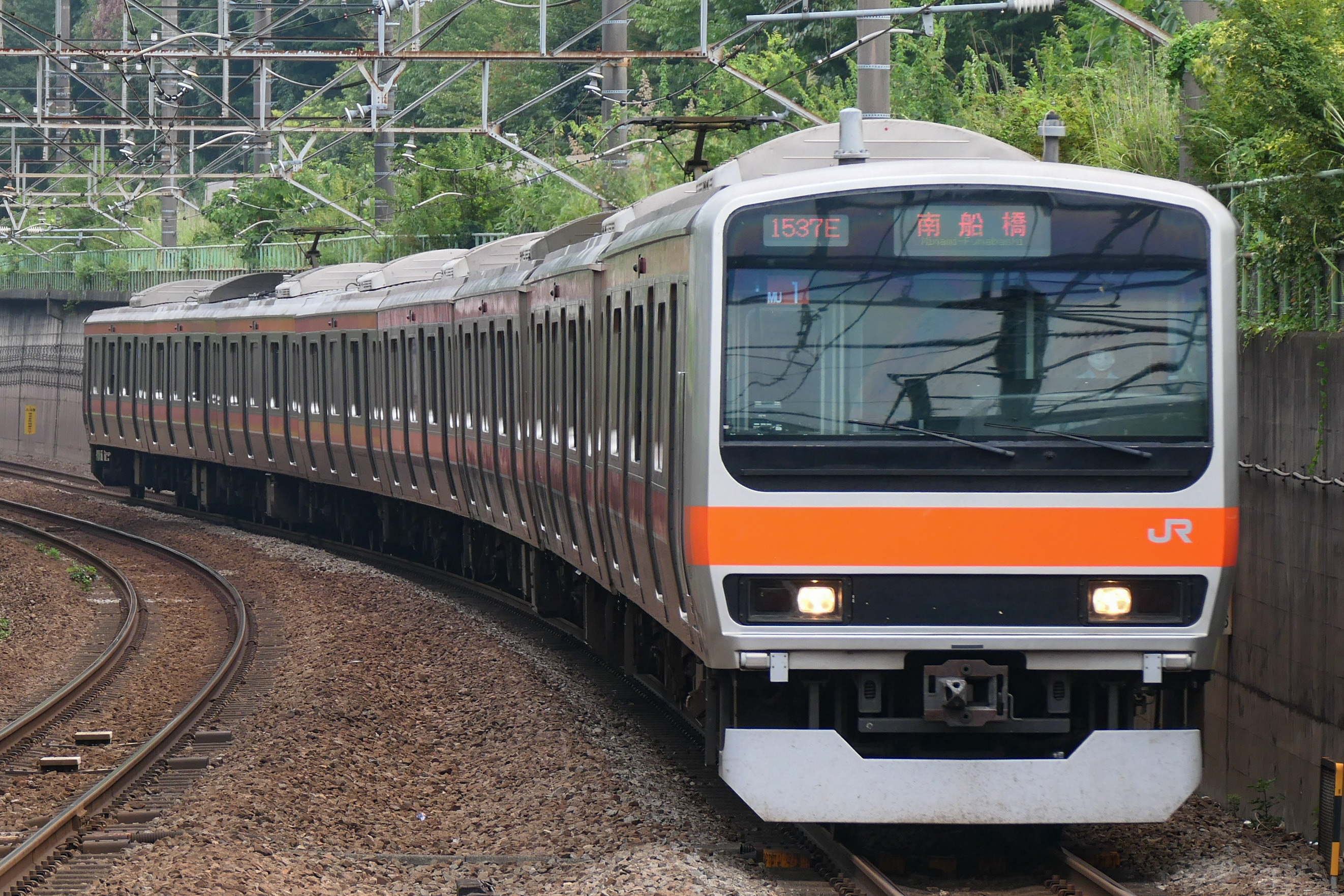
E231系900番台 武蔵野線用

- 8両編成×33本（MU2 - MU22・MU31 - MU39・MU41 - MU43編成）264両が配置されている。
- 205系を置き換えるために、三鷹車両センター所属中央・総武緩行線用のE231系0番台を改造、武蔵野線へ転用された車両である。
- 第1編成（MU2編成）は、2017年7月12日までに青森改造センターで転用改造施工後、9月14日に転入。その後、11月1日に武蔵野線での運行を開始している。
- MU2編成の4号車以外はミツB22編成からの転用で、4号車はミツB5編成からの転用。
- 2020年10月6日に、松戸車両センター所属車（元マト118編成）が長野総合車両センターにて8両編成化及び転用改造の上転入（長野総合車両センター出場日は翌7日）、編成番号はMU22編成となり、同編成を持ってE231系0番台の武蔵野線への投入が終了した。

900番台
- 8両編成×1本（MU1編成）8両が配置されている。
- 2020年7月9日に、試作編成の900番台（元ミツB901編成）が、大宮総合車両センターにて8両編成化及び転用改造の上転入、編成番号はMU1と付与された。

### 過去の配置車両
本節では、過去京葉車両センターに配置された車両を使用線区用別に記述する。

#### 京葉線用

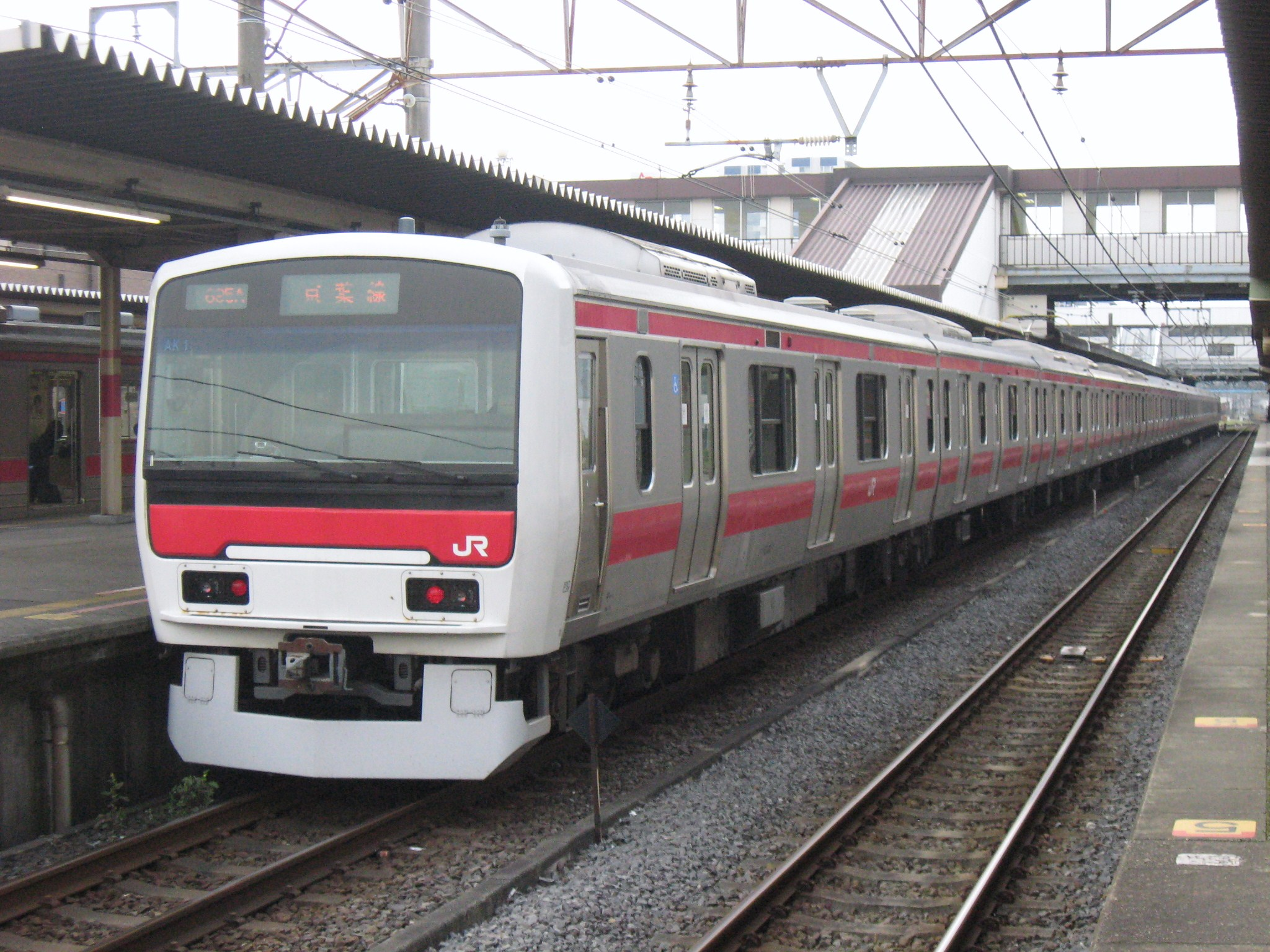
E331系

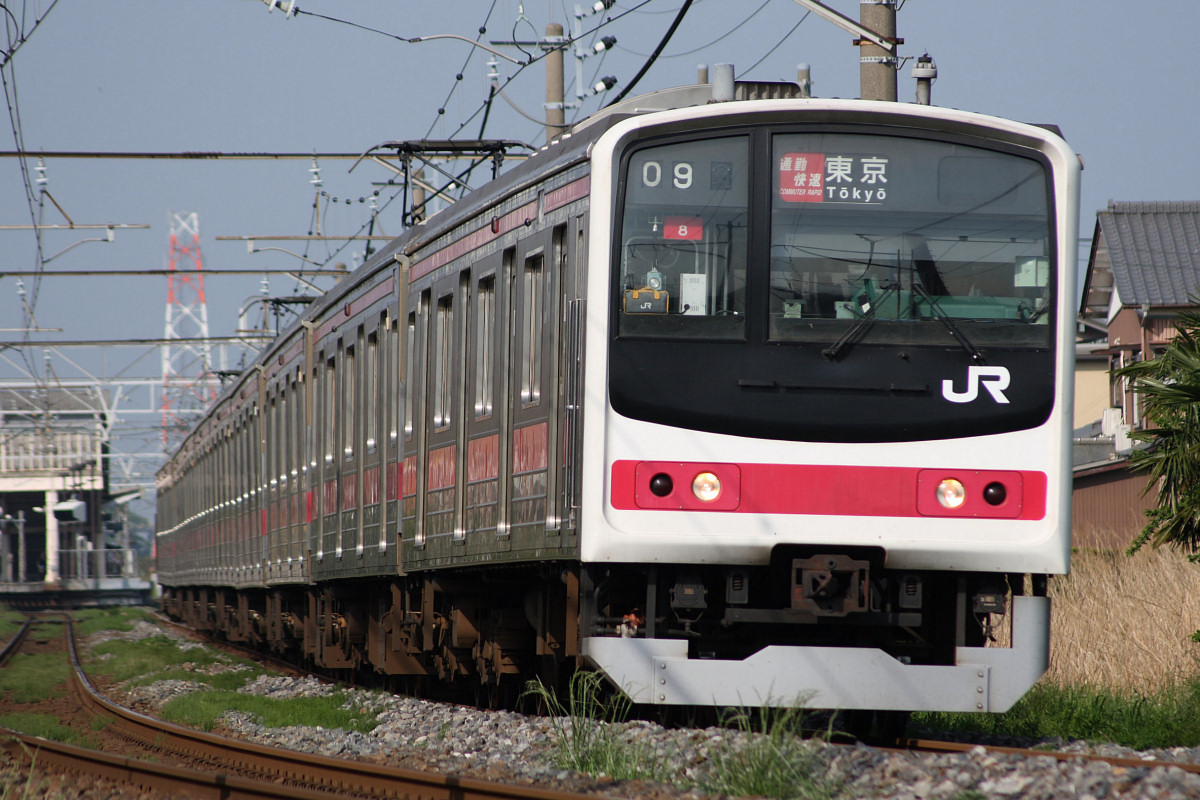
205系0番台 京葉タイプ前面車

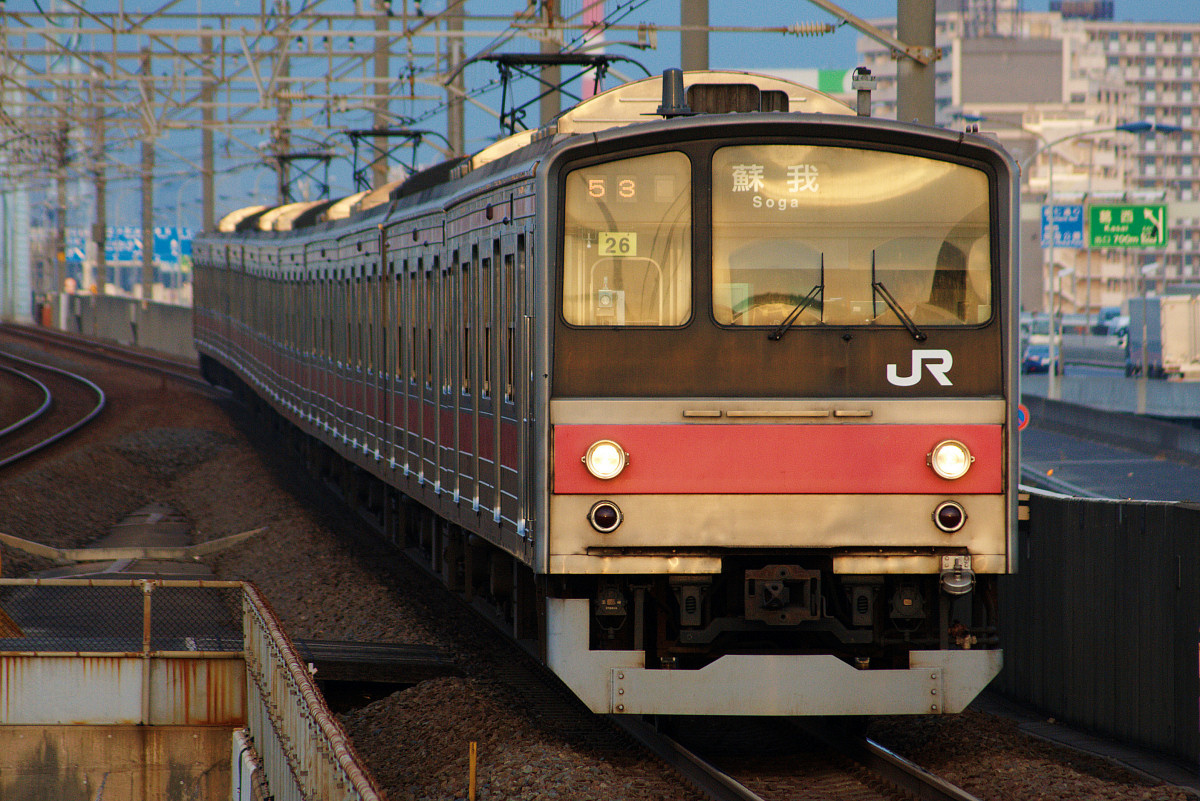
205系0番台 原型前面車

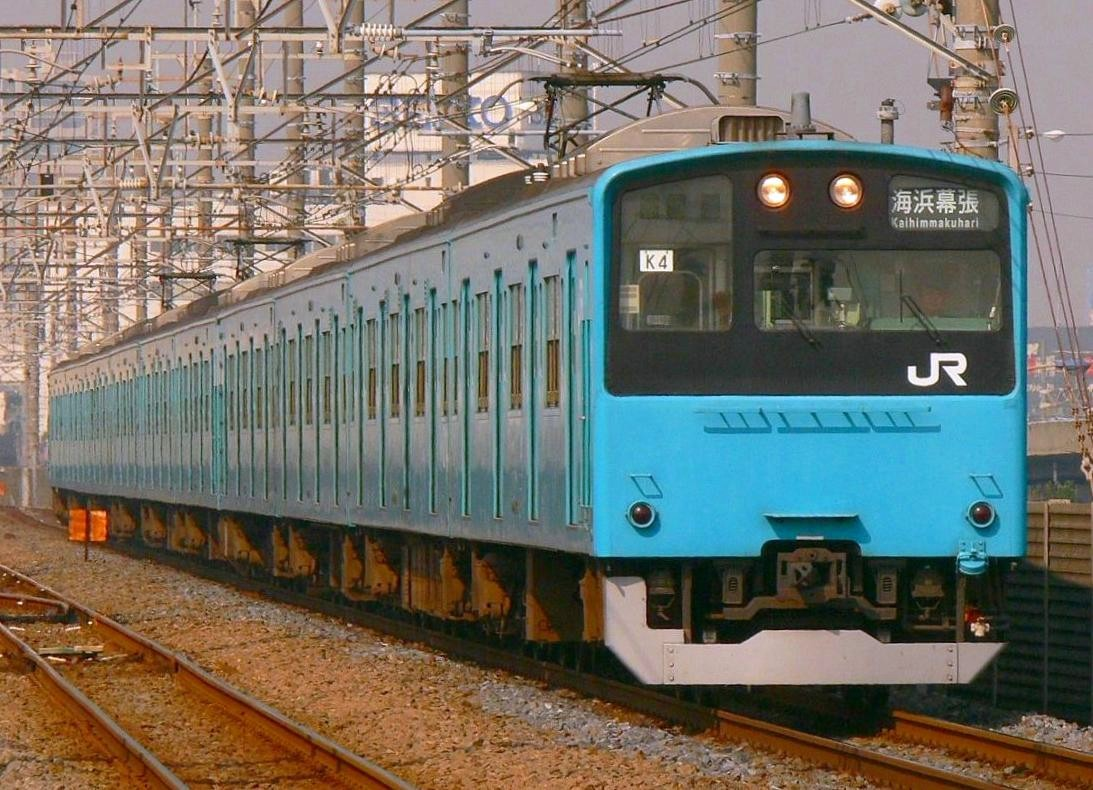
201系0番台

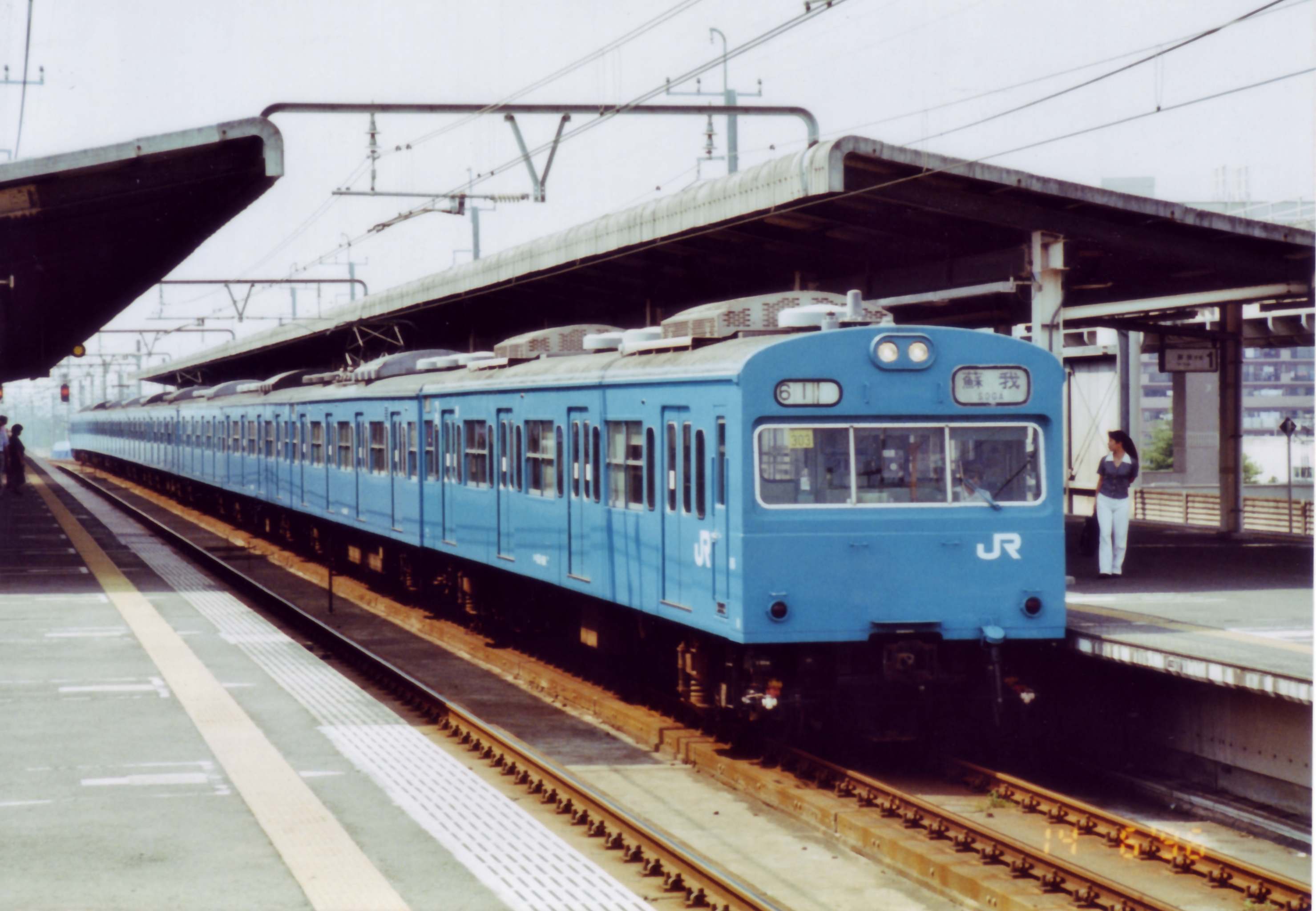
103系

E331系電車
量産先行車14両編成1本が配置されていた。編成番号はAK1であった。
2007年3月18日ダイヤ改正より京葉線で営業運転を開始、整列乗車の観点から平日ラッシュ時の投入は避けられ、土曜・休日のみの限定運用であったが、運行開始直後の同年5月に、新機軸の不調による機器改良のため運用から外れた。 2008年12月に運用復帰したが、2009年に再び運用を離脱、2010年4月3日から土曜・休日のみの運用で再開、その後2011年からは定期運用から離脱していた。
当形式はE233系5000番台投入に伴う置き換えの対象外であったが、2014年4月2日付で廃車され、形式消滅した。
205系電車
0番台京葉タイプ前面車10両編成×12本（最高速度110km/h対応、ケヨ1～12編成、120両）と、三鷹電車区と山手電車区から転入した原型前面車10両編成×7本（110km/h非対応、ケヨ22〜27編成、70両）の計19本190両が配置されていた。
1990年3月1日の京葉電車区発足時に新製配置された車両の先頭は、前部標識灯が下段にあり、前面ガラスが曲面形状であり、FPR部分は白く、前面全体を覆う構造である。外房線設備改良に伴って最高速度向上のため1995年12月1日までに全編成に110km/対応改造を施工した。
原型前面車は、2002年4月の三鷹電車区からの転入車がケヨ21編成、2002年と2004年の山手電車区からの転入車がケヨ22〜27編成であった。転入編成の内ケヨ21編成は客室ドア窓が大型構造の量産車後期形、ケヨ22〜27編成の内、ケヨ22・23編成の2本は、客室ドア窓が小型構造の量産車前期形、ケヨ24〜27編成の4本は、客室側窓が二段式の量産先行車編成であった。原則として内房線・外房線（千葉－蘇我間を含む）へは京葉タイプ前面車（110km/h対応編成）のみが入線したが、ダイヤが乱れた場合は原型前面車（110km/h非対応編成）も代走で入線した。
2007年1月21日の川越線内踏切事故に伴い、埼京線用205系1本の一部車両が使用不能となった為、代替車両としてケヨ21編成のモハ1ユニット（モハ205・204-277）が川越車両センターに転出、同編成の8両は運用を離脱し保留車となった。2007年3月18日のダイヤ改正に伴い、同年2月にケヨ23編成が運用を離脱、サハ2両を保留車として残した上で、他8両が武蔵野線運用車に転用され、同線の列車増発分に充てられた。また、2009年3月14日のダイヤ改正に伴い、横浜線増発用として武蔵野線運用車1本を転出することになり、上記により保留車となっていたケヨ21編成の8両が、5000番台化されて武蔵野線運用車に転用、 2009年4月30日に、2007年3月18日のダイヤ改正時に保留車となったサハ2両を、元ケヨ23編成の武蔵野線運用車の中間モハ1ユニットと入れ替えて、鎌倉車両センターに転出した。
ケヨ8編成は2010年7月28日にサハ2両を外し8両編成となり編成番号を「81」として、武蔵野線から東北貨物線経由で大宮への直通運転に先立ち、一時的に乗務員訓練車となった。
E233系の投入が完了したことにより、2011年7月25日をもって同線での定期運用を終了、京葉タイプ前面車の内、ケヨ11・12編成を除く10本の先頭車と東京方2・3号車のモハユニット（計40両）は、宇都宮線・日光線用に転用され小山車両センターへ転属した（うちY3編成（元ケヨ4編成は観光車両「いろは」に再改造）。その他の編成はケヨ24編成を除き3両が長野総合車両センターで転用改造施工後、富士急行へ譲渡、ケヨ24編成の蘇我方の3両（クハ205-1、モハ205-1、モハ204-1）は、2011年9月30日除籍直前の29日に大宮総合車両センターに搬送後、しばらく留置された。 2012年10月からセンター内「大宮グローアップスクエア」の検修技能訓練所にて、職員の検修技能アップのために使用されている。
201系電車
0番台
10両分併編成×4本（4両(K1〜K4編成)+6両(51〜54編成)、40両）、10両非分併編成×3本（71〜73編成、30両）、10両貫通編成×2本（70、74編成、20両）の計9本90両が配置されていた。10両非分併編成と10両貫通編成は三鷹電車区（現・三鷹車両センター）から中央・総武緩行線用の10（4+6）両編成を転入させたものであった。
これら3種類のうち最初に京葉車両センターに配置されたのが10両分併編成である。中央・総武緩行線用E231系0番台の投入で捻出された201系10両分併編成は、日常的に分割・併合を行う京葉線へと2000年8月1日、8月26日、10月18日、11月3日に計4本が転入し、K1～K4編成+51〜54編成と付番された。この際、車両は黄色5号から青22号へ外部塗装の変更と、両先頭車に停車駅通過防止装置の取付、中間先頭車には自動解結装置が取付された。京葉線内と、外房線蘇我 - 勝浦間・東金線全線への乗り入れ運用に使用、分割・併合は外房線誉田駅で行い、4両編成は成東、6両編成は勝浦まで運用された。
103系10両非分割編成置き換えのため2001年6月8日、8月4日、9月27日に、分割・併合未対応の201系10（4+6）両編成計3本30両が転入した（71〜73編成と付番、6月と9月の転入車の中間は、900番台が含まれていた。詳細は下記）。2005年11月2日に900番台が廃車となり、それ以外で4+6両の非分併編成に組成、新72編成とした。2007年2月8日と3月21日に、京葉線用205系10両編成計2本の転用・転属に伴う運用離脱の為、穴埋めとして、豊田電車区から、元中央線快速用の10両貫通編成×2本計20両が転入した。
209系500番台の転入に伴い、2008年12月5日と12日に10両貫通編成×2本（70・74編成）が、2009年1月23日に10両非分併編成×1本（71編成）が廃車された。2009年2月6日に、K1+51編成の中間先頭車（クハ201-37・200-36）以外の8両と72編成の中間先頭車（クハ201-103・200-104）が廃車、K1+51編成の残った中間先頭車を72編成に組み込み、新K1+51編成に改編した。
E233系5000番台の投入に伴い、2011年6月20日にK4+54編成にて、定期営業運行を終了した。
900番台
上記の転入編成の中で900番台は、2001年6月8日に転入の72編成に4両、9月27日に転入の73編成に6両が組み込まれ、900番台の先頭車は、転入前から中間先頭車として組み込まれていたため、転入後も同番台が先頭車として運用されることはなく、モハ201-902〜904のパンタグラフは、新製時は両端に1個ずつ配置していたが、量産化改造時に片側（モハ200-900寄り）を撤去した為、パンタ取付台跡があった。
2005年9月から11月まで置き換え用に東京総合車両センターから205系10両編成計4本40両が転入したことに伴い、201系900番台は各編成から抜かれ2回に分けて大宮総合車両センターに回送され、2005年11月2日に廃車された。置き換え後は900番台以外の10両が72編成となり、73編成は欠番となった。
103系電車
1986年3月3日の前身の津田沼電車区新習志野派出発足時に、分割・併合を可能にした103系10（4+6）両編成（10両分併編成）×7本70両を所属区所を津田沼電車区として配置、6両編成を基本編成、4両編成を付属編成とした。配置当初の編成は、（蘇我方）TcMM'Tc+McM'TMM'Tc（西船橋方）の4+6両で、編成番号は両者とも400台が付けられ、付属編成には「附」をつけて区別した。なお、西船橋方が基本編成、蘇我方が付属編成で組成されていた。車両運用は、朝夕の通勤・帰宅時間帯は10両編成で、それが終わると新習志野駅で付属編成を分割し、日中・深夜は基本編成の6両編成で運転した。同年9月1日に日中の利用率が芳しくない為、基本編成4両、付属編成6両と変更して、日中・深夜の運用を4両編成とし、編成を（蘇我方）McM'TMM'Tc+TcMM'Tc（西船橋方）とした。また、所属区所は習志野電車区に改称した。
1988年12月1日の新木場－南船橋間・市川塩浜－西船橋間開業、千葉港－蘇我間旅客営業開始に、浦和電車区から103系10両分割編成×3本30両が転入、配置10両分併編成×10本100両に増強された。同開業に伴い、運用車両の全先頭車にはATS-P形が取付けられたが、先頭のクモハは受信機の取付に伴い、前面の運行番号表示機窓を埋め、表示機は前面窓へ移設した。また、編成の組替を行い、基本編成6両、付属編成4両とし、編成は（蘇我方）McM'TTc+TcMM'MM'Tc（西船橋方）となり、日中・深夜の運用も6両編成での運転となった。同開業に伴うATS-P形の取付工事による、車両不足の時や、開業後の予備兼用として、所属区所の中央・総武緩行線用103系10両貫通編成2本を充当した。
1990年3月1日の京葉電車区が発足時に、習志野電車区から京葉線運用車両の103系10両分併編成×10本100両及び、浦和電車区から103系10両分併編成×3本30両が転入した。浦和電車区からの転入車は、（蘇我方）TcMM'Tc+TcMM'MM'Tc（西船橋方）で、付属編成が従来のMcM'TTc（以下：クモハ付属編成）と転入車のTcMM'Tc（以下：クハ付属編成）の2種類になった。また、編成番号は基本編成が100台、付属編成が200台となり、同年4月1日までに、豊田・川越電車区からの転入車を受けて、基本編成×13本（101〜113編成）、クモハ付属編成×10本（201〜213編成）、クハ付属編成×5本（211〜215編成）の体制となった。
1993年12月1日から各駅停車終日10両化に伴い、新習志野駅での分割・併合が終了。1994年4月1日時点では、基本編成×13本（101〜113編成）、クモハ付属編成×9本（201〜203・205〜210編成）、クハ付属編成×4本（204・211〜213編成）の体制となった。上記に伴い同年から、分割・併合をしない固定編成（10両非分併編成）へ変える動きが始まり、まず101編成の中間に、浦和電車区から4両を借り入れて、中間先頭車の無い10両編成を組成した。109編成の中間に、209編成をTc-McM'Tに組替て組成した、10（4+6）両編成が誕生、この編成は分割・併合をしない非分割編成となった。なお、これらの編成の編成番号は300台が付けられた。
1996年1月26日と2月9日に5両ずつ、浦和電車区より103系が転入、同年3月30日に10両貫通編成に組成して、輸送力の増強に当てた。浦和、川越、豊田、中原、習志野、松戸の各区からの車両の転入・転出も盛んになり、習志野電車区から1次改良形クハ103-188の転入があり、また、編成の組替により、同年10月1日時点で、10両分割編成×7本、10両貫通・非分割編成×6本となった。その後も、浦和電車区からの転入と老朽廃車が続き、2000年4月1日時点では、10両分併編成×7本（基本編成×7本、クモハ付属編成×6本、クハ付属編成×1本）、10両貫通編成×5本、10両非分割編成×2本となった。
2000年8月〜11月と、2001年6月〜9月かけて、三鷹電車区から201系が転入し、2001年10月1日時点では、10両分併編成×2本（基本編成×2本、クモハ付属編成×1本、クハ付属編成×1本）、10両貫通編成×4本、10両非分併編成×1本まで減少した。
2002年3月三鷹電車区から205系が転入、10両分併編成のクモハ付属編成（204編成）+基本編成（104編成）×1本の運用が、7月と8月に山手電車区から205系が転入、10両分併編成のクハ付属編成（202編成）+基本編成（102編成）×1本の運用が終了した。2002年6月26日に、大宮工場でモハ103-502にDDM駆動改造を施工し、304編成のサハ103-182と差し替え試運転の後、定期運用にて試験走行をした。同車は、2003年12月10日に唯一残った10両非分割編成304編成と共に廃車された。これにより同編成の運用が終了した。この時点では、10両貫通編成×4本が残っていたが、2004年4月1日の京葉車両センターへ改称時点では、1本減の10両貫通編成×3本となった。
2005年9月〜11月にかけて、東京総合車両センターから205系が転入、最後の302編成が11月18日をもって運用を終了し、19年にわたる同線の青22号の103系の活躍にピリオドが打たれた。302編成のクハ103-713の車体の一部は鉄道博物館で展示され、同車は2017年4月17日以降に、館内のリニューアルに伴い、車体の塗装を青22号から、車体が白色で、JR東日本で見られた車体色を水玉模様に散りばめたデザインに塗り替わっている。

#### 武蔵野線用

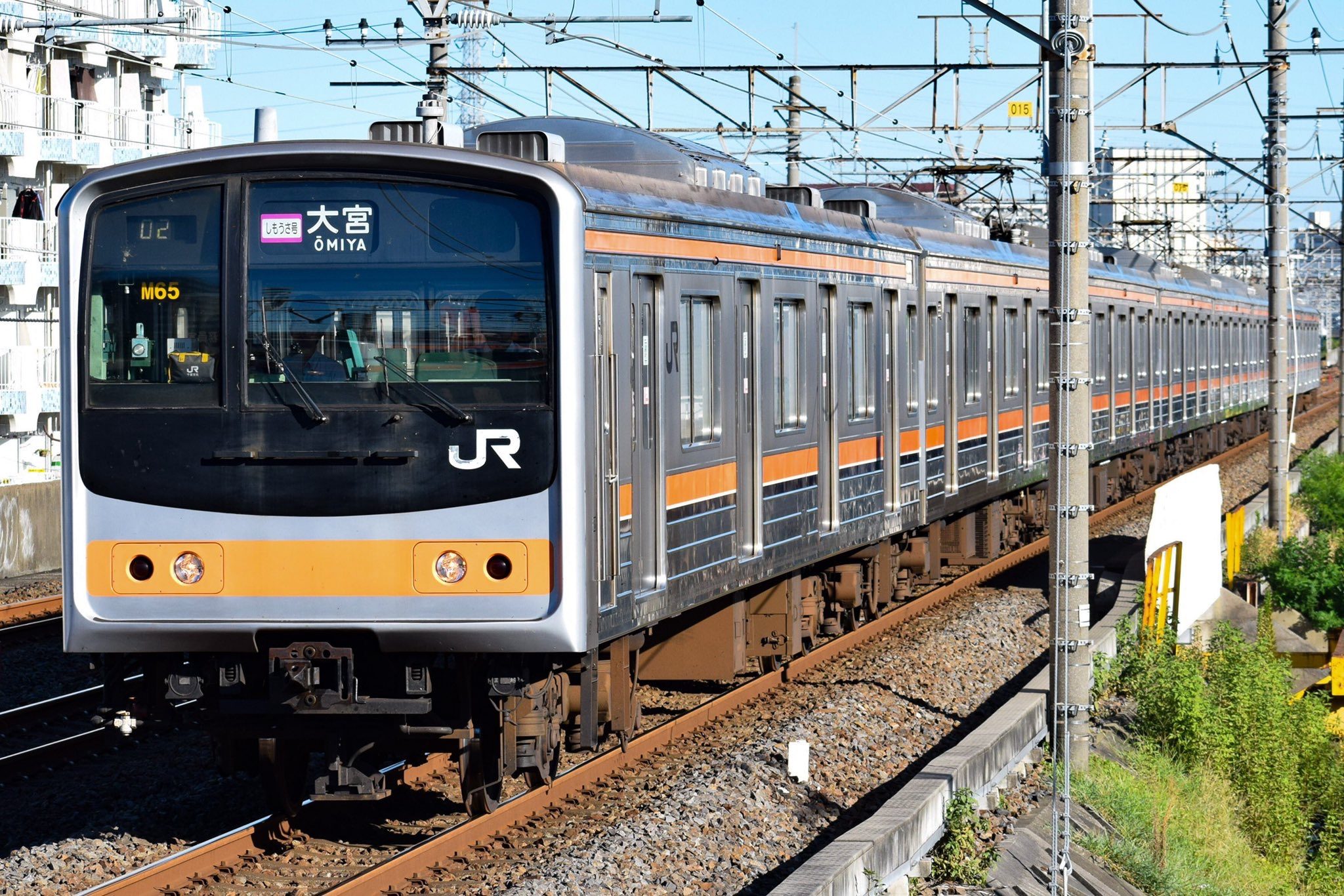
205系0番台

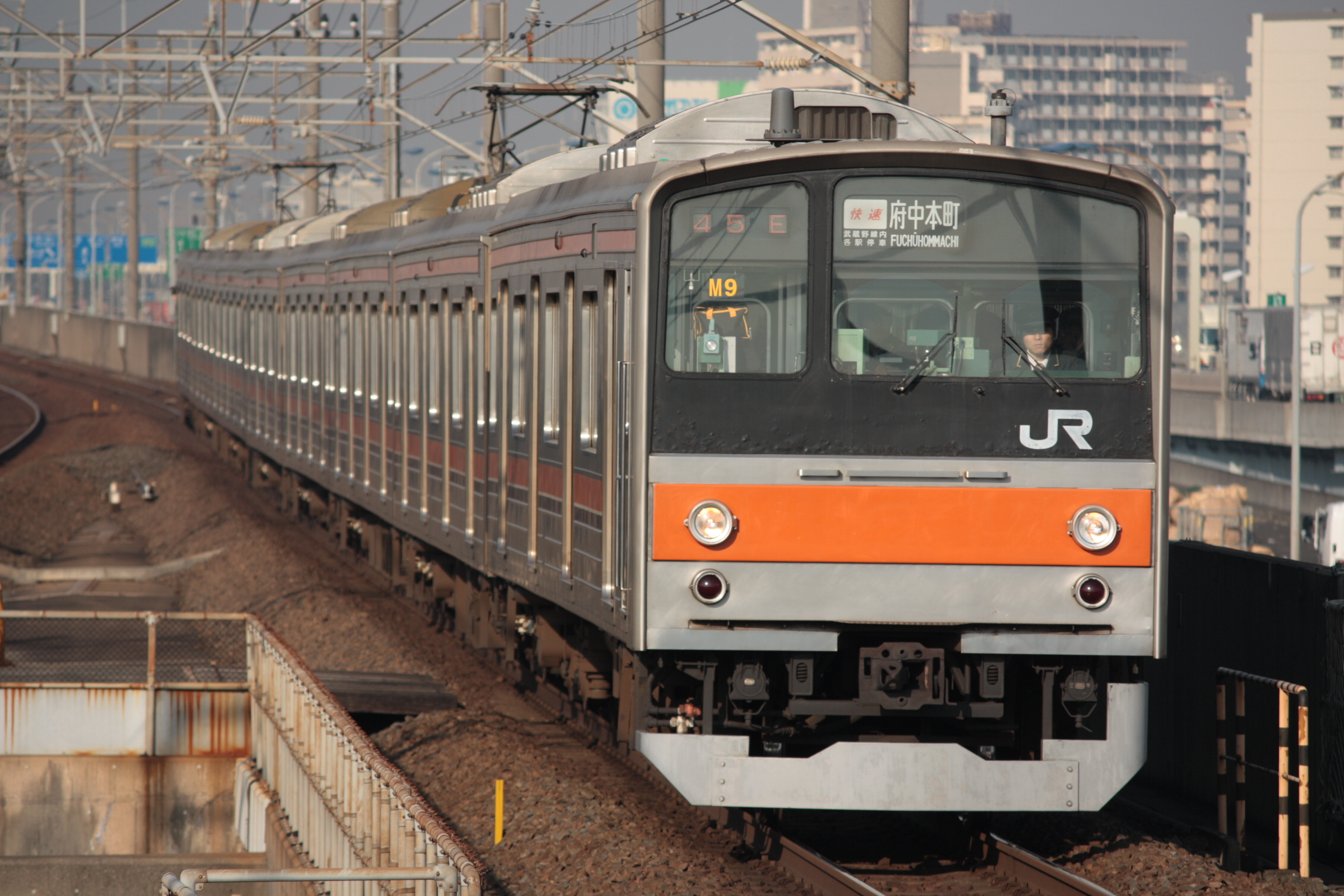
205系5000番台

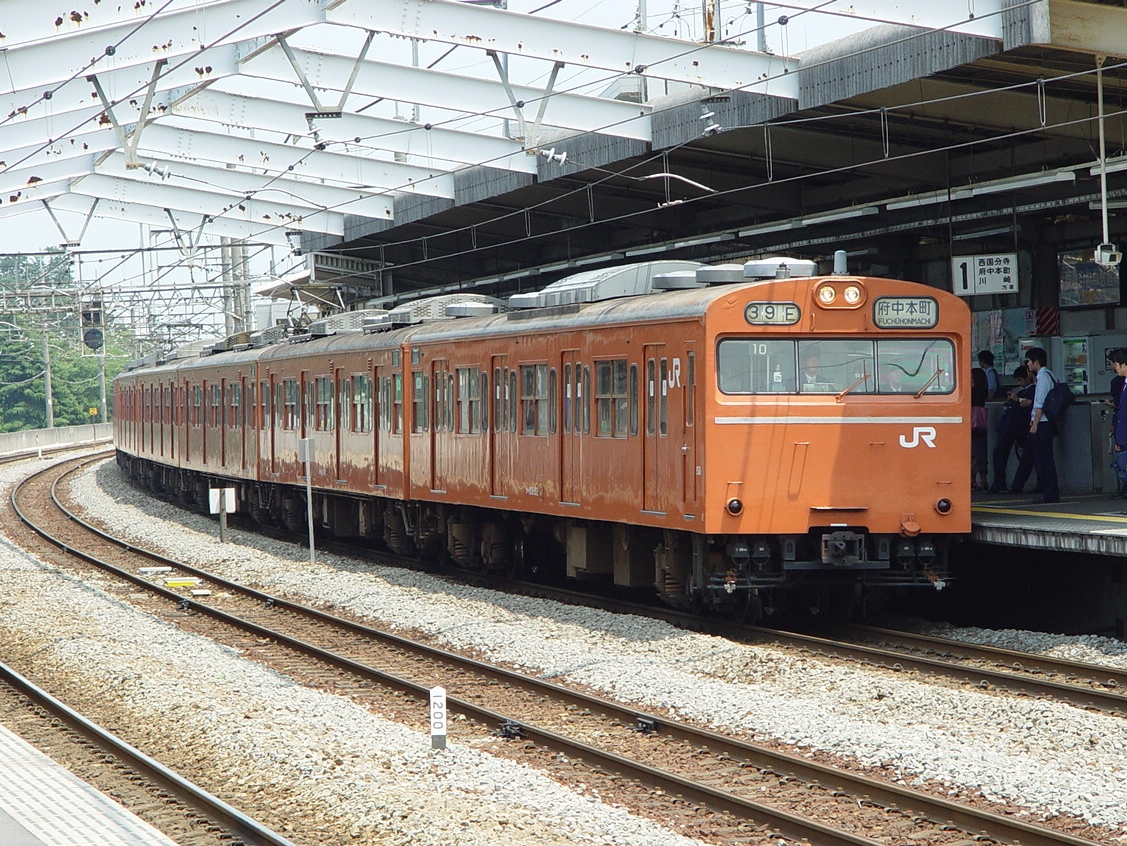
103系

205系電車
当センターの武蔵野線用205系の配置は、豊田電車区（現・豊田車両センター）に1991年9月27日 - 10月30日までに投入された京葉前面車8両編成×5本と、2002年3月 - 2004年2月にかけて武蔵野線用103系の置き換えのために5000番台に改造した原型前面車8両編成×8本、計13本104両が、2004年3月13日のダイヤ改正に伴い、同電車区から後述の103系と共に転入した転入車から始まった。転入後はE231系500番台投入により捻出された山手線用205系0番台を、武蔵野線用に8両編成化と5000番台化の転用改造を施工して、2005年まで投入された。なお、編成は、0番台のみで構成されていた6M2T編成と、制御車のクハ2両と付随車のサハ2両は0番台であるが、電動車のモハ4両は5000番台で構成されていた4M4T編成の2種類の構成であった。よって、0番台のみの編成は0番台に、5000番台を含む編成は5000番台に区分して記述する。なお、JR東日本より武蔵野線用205系336両を、2018年3月から2020年にかけてインドネシアの鉄道会社「PT Kereta Commuter Indonesia」へ譲渡することが発表され、2020年10月21日までに全車廃車扱いとなったが、車両自体はインドネシアで存在している。
0番台
前述のダイヤ改正伴い、豊田電車区から後述の5000番台とともに転入（後述の103系も含む）した8両編成×5本（M61 - M65編成 40両）と、2007年3月18日のダイヤ改正に伴う列車増発分として、京葉線用10両編成（原型前面車、110km/h非対応）1本のサハを保留車として編成から外し、残りの8両（6M2T）を武蔵野線用に転用した8両編成×1本（M66編成 8両）及び2015年3月14日のダイヤ改正に伴う武蔵野線増発及び南武線へE233系8000番台投入に伴い、同年2月2日と3月5日に中原電車区から205系6両編成3本を組成変更して転入した8両編成×2本（M51・M52編成 16両）計8本64両が配置されていた。
M61 - M65編成は、京葉線用と同じく前面デザイン変更車（京葉タイプ前面車）であるが、FRP部分は銀色に塗られている。M51・M52・M66編成の先頭車の前面は、原型前面車である。
M61編成は5000番台への改造種車が不足したため、編成を5000番台化、1ユニット（モハ205・204-393）はM32編成へ組込み、残りの6両は東京総合車両センターからサハを組込み、編成を6M2T→4M4Tに組成して、2008年12月17日にM35編成と改番した（詳細は下記）。
M66編成は2009年3月18日のダイヤ改正に伴い、横浜線増発用として保留車のサハと中間のモハ1ユニットを差し替えて2009年4月30日に鎌倉車両センターへ転出した。また、M51・M52編成は、ナハ5・6・9編成を組合わせた組成変更車で、ナハ5編成4両+ナハ6編成4両での組成分がM51編成、ナハ6編成2両+ナハ9編成全車での組成分が、M52編成であった。
0番台のPT Kereta Commuter Indonesiaへ譲渡に伴う廃車は、2019年6月29日のM51編成から始まり、その後はM64（同年7月13日）→M62（同年8月10日）→M63（同年8月24日）→M65（同年10月5日）の順で廃車、同年10月26日のM52編成の廃車をもって、205系0番台は武蔵野線での運用が終了した。
5000番台
主回路改造車両5000番台（MM'車のみ。Tc・T車は0番台）8両編成×36本（M1 - M36編成 258両）が配置されていた。
5000番台の先頭車は、M35編成を除き原型前面車で、編成のうち、M1 - M8編成は豊田電車区から、M9 - M14・M16 - M31・M33・M34編成は山手電車区から、M15編成は中原電車区からの転入である。なお、一部の編成のサハ2両は、川越電車区（現・川越車両センター）からの転入である。M32編成の6両とM35編成サハ2両は山手電車区からの転入であるが、M32編成のモハ205・204-5064の2両とM35編成の6両は、豊田電車区から転入の京葉タイプ前面車元M61編成である（詳細は下記）。M36編成は、2002年3月16日に三鷹電車区から転入した、京葉線用205系10両編成の内の8両である（詳細は前述）。一部のモハ204-5000は、種車が補助電源装置のMG（電動発電機）が搭載省略された5号車からの改造の為、SIV（静止型インバータ）を搭載している。
計画では、武蔵野線用5000番台は34編成で終了の予定であったが、山手線用205系0番台の八高・川越線への転用計画の変更などから同線からの転用が中止になり、5000番台への改造種車が不足する事態となった。それに伴い、南武線に先頭車改造編成を集中配置するために、2005年6月30日に中原電車区の205系0番台を5000番台化した6両と、川越車両センターのサハ2両を転入させた。不足分は、京葉タイプ前面車M61編成の改造で賄い、編成を5000番台化、1ユニット（モハ205・204-393）はM32編成へ組込み、残りの6両は東京総合車両センターからサハを組込み、編成を6M2T→4M4Tに組成して、M35編成と改番した。その際、モハ204-393を種車として改造予定のモハ204-5064に搭載するMGが改造完了まで間に合わないため、種車をモハ204-392に振り替え、ユニットを分解された。そのため、M32編成のモハ205・204-5064の種車はモハ205-393+モハ204-392、M35編成のモハ205・204-5069の種車はモハ205-392+モハ204-393となった。2005年4月6日に、M5・M10・M17編成の相互間で、また、同年10月頃にM23・M26編成とでMM'車の差替えが実施された。　
2009年3月18日のダイヤ改正に伴い、横浜線増発用にM66編成を捻出、その補充分として2008年12月5日と17日に京葉線用10両編成の内8両（詳細は前述）を5000番台化して、M36編成として運用を開始した。2012年度に、M28 - M36編成の行先表示器を幕式からLED表示器に換装した。
5000番台のPT Kereta Commuter Indonesiaへ譲渡に伴う廃車は、2018年3月3日のM24編成から始まり、2018年が10編成、2019年が11編成（前述の0番台を含めると18編成）、2020年は14編成が廃車された。最後に残ったM20編成が2020年10月19日に武蔵野線での運用を終了し、同年10月21日付で廃車。当センターの205系の配置が消滅した。
103系電車
1988年12月1日の京葉線新木場・蘇我延伸開業に伴い、京葉線に乗り入れるため運用車両の全先頭車にはATS-P形が取付けられることになり、先頭のクモハは京葉線用と同様の措置がとられた。乗り入れ開始当時は6両編成であったが、1991年12月1日のダイヤ改正から一部が8両編成となり、1996年12月1日のダイヤ改正で、全編成の8両編成化が完了した。
2004年3月13日ダイヤ改正に合わせて豊田電車区から武蔵野線運用車両103系8両編成×27本216両が転入、同年度にE20・22編成の内TcMM'Tc×2本とE21・27編成の内McM'TTc×2本の計16両がインドネシアの鉄道会社のPT Kereta Api（現.PT Kereta Commuter Indonesia）に譲渡された。2005年4月25日のJR福知山線脱線事故に伴い、2005年7月28日にE38編成がJR西日本に急遽譲渡とされることになった。JR西日本譲渡車のうち先頭車2両は広島運転所（現・下関総合車両所広島支所）に配置され、高運転台に広島色という初の組み合わせとなった。中間車は宮原総合運転所（現・網干総合車両所宮原支所）から日根野電車区（現・吹田総合車両所日根野支所）へと、森ノ宮電車区（現・吹田総合車両所森ノ宮支所）に分散配置された。
その後、東京総合車両センターなどから転入した205系5000番台により置き換えられ、2005年12月8日に最後まで残ったE15編成をもって武蔵野線での運用が終了し当センターの103系の運用が終了した。